# Waggia
Waggia war eine Masseneinheit in Äthiopien.
- 1 Waggia = 480 Uqiyat/Waket/Unze ≈ 13,5 Kilogramm (für Elfenbein)[1]
- 1 Waggia = 640 Uqiyat ≈ 18 Kilogramm (für Gummi)[1]